# Hyposoter plesius
Hyposoter plesius là một loài tò vò trong họ Ichneumonidae.